# Vœu d'hospitalité
Le vœu d'hospitalité est le quatrième vœu que doivent prononcer les frères de l'ordre de Saint-Jean de Jérusalem.

## Histoire
La spécificité des frères tiens d'abord à leur origine. Il tient au fait qu'ils disposent d'un xenodochium, un hospice-hospital-auberge, qui accueille et soigne les « pauvres seigneurs malades ». Ce ne sont pas des pauvres nécessairement, pas seigneurs souvent et pas toujours malades, c'est la tradition des Hospitaliers de recevoir les pèlerins, de les abriter, de les nourrir et aussi de les soigner si besoin.
La règle de Raymond du Puy consacre de nombreux chapitres — 1 à 3, 6, 14 et 16 — à l'assistance aux pauvres et aux soins eux malades. Les malades étaient accueillis, encadrés spirituellement, un lit leur était réservé, et ils étaient servis comme s'ils avaient été des seigneurs. Celle de Roger de Moulins développait, en 1182, les œuvres d'hospitalité, ils mettaient quatre médecins à leur service, s'intéressaient à leur habillement, de leur régime alimentaire, des berceaux pour la maternité ou officiaient des « femes pelerines » qui allaitaient les nouveau-nés mais aussi de la sépulcre des défunts. Tous les frères devaient veiller jour et nuit au malades comme les serviteurs afin de les laver et de satisfaire à leur besoin.

## Sources
- Nicole Bériou (dir. et rédacteur), Philippe Josserand (dir.) et al. (préf. Anthony Luttrel & Alain Demurger), Prier et combattre : Dictionnaire européen des ordres militaires au Moyen Âge, Fayard, 2009, 1029 p. (ISBN 978-2-2136-2720-5, présentation en ligne)